# Paradox Hotel
Paradox Hotel är det nionde studioalbumet av progrockbandet The Flower Kings, och släpptes 4 april 2006. Det är också bandets fjärde studiodubbelalbum.

## Track listing

### CD 1 - "Room 111"
| Nr  | Titel                                                                                | Musik        | Längd |
| --- | ------------------------------------------------------------------------------------ | ------------ | ----- |
| 1.  | Check In                                                                             | Tomas Bodin  | 1:37  |
| 2.  | Monsters & Men" I. "Seasons of War" II. "Prophets and Preachers" III. "Silent River" | Roine Stolt  | 21:21 |
| 3.  | Jealousy                                                                             | Stolt        | 3:22  |
| 4.  | Hit Me with a Hit                                                                    | Stolt        | 5:32  |
| 5.  | Pioneers of Aviation                                                                 | Stolt        | 7:49  |
| 6.  | Lucy Had a Dream                                                                     | Bodin, Stolt | 5:28  |
| 7.  | Bavarian Skies                                                                       | Bodin, Stolt | 6:34  |
| 8.  | Selfconsuming Fire                                                                   | Stolt        | 5:49  |
| 9.  | Mommy Leave the Light On                                                             | Stolt        | 4:38  |
| 10. | End on a High Note                                                                   | Stolt        | 10:43 |

### CD 2 - "Room 222"
| Nr | Titel                         | Musik                        | Längd |
| -- | ----------------------------- | ---------------------------- | ----- |
| 1. | Minor Giant Steps             | Stolt                        | 12:12 |
| 2. | Touch My Heaven               | Bodin                        | 6:10  |
| 3. | The Unorthodox Dancinglesson  | Stolt                        | 5:24  |
| 4. | Man of the World              | Bodin, Jonas Reingold, Stolt | 5:55  |
| 5. | Life Will Kill You            | Hasse Fröberg                | 7:05  |
| 6. | The Way the Waters Are Moving | Bodin, Stolt                 | 3:12  |
| 7. | What If God Is Alone          | Fröberg, Reingold, Stolt     | 6:58  |
| 8. | Paradox Hotel                 | Bodin, Stolt                 | 6:29  |
| 9. | Blue Planet                   | Stolt                        | 9:42  |

## Medverkande
- Tomas Bodin - keyboard, sång
- Hasse Bruniusson - marimba, percussion
- Hasse Fröberg - sång, gitarr
- Marcus Liliequist - trummor, percussion, sång
- Jonas Reingold - bas
- Roine Stolt - sång, gitarr